# Gilbert Delahaye
Pour les articles homonymes, voir Delahaye (homonymie).
Gilbert Delahaye, né le 19 mars 1923 à Franqueville-Saint-Pierre (Seine-Maritime) et mort le 6 décembre 1997, est un auteur belge de littérature d'enfance et de jeunesse et accessoirement de poésie. C'est un des auteurs des albums illustrés Martine.

## Biographie
Gilbert Delahaye naît le 19 mars 1923 à Franqueville-Saint-Pierre, en Haute-Normandie, d'un père belge et d'une mère normande.
La famille s'installe à Dunkerque en 1926, puis, en 1937, à Tournai, où il fait ses études à l'Institut Saint-Luc.
En 1944, il intègre les éditions Casterman comme ouvrier typographe. Il se fait connaître par des écrits poétiques ; en 1949 il crée avec d'autres écrivains l'association éditrice Unimuse organisatrice du prix de poésie Casterman. Les éditions Casterman lui demandent de créer une héroïne dont les aventures pourraient être déclinées en albums. En 1953, s'inspirant de Bécassine, il crée avec le dessinateur Marcel Marlier le personnage de Martine, dont les premiers albums (Martine à la ferme et Martine en voyage) paraissent en 1954.
En 1985, il obtient le prix Prévert.
Il est inhumé au Jardin des Poètes à Mont-Saint-Aubert.

## Œuvres
- La série Martine avec Marcel Marlier

- Coucou es-tu là ?, Tournai, Casterman, 1956, illustrations d'Elisabeth Ivanovsky
- Du coq à l'âne [5]
- L'Atelier du poète [6]